# Lorbeer-Seidelbast
Der Lorbeer-Seidelbast (Daphne laureola), auch Immergrüner Seidelbast oder Waldlorbeer genannt, ist eine Pflanzenart aus der Gattung Seidelbast (Daphne) innerhalb der Familie der Seidelbastgewächse (Thymelaeaceae).

## Beschreibung

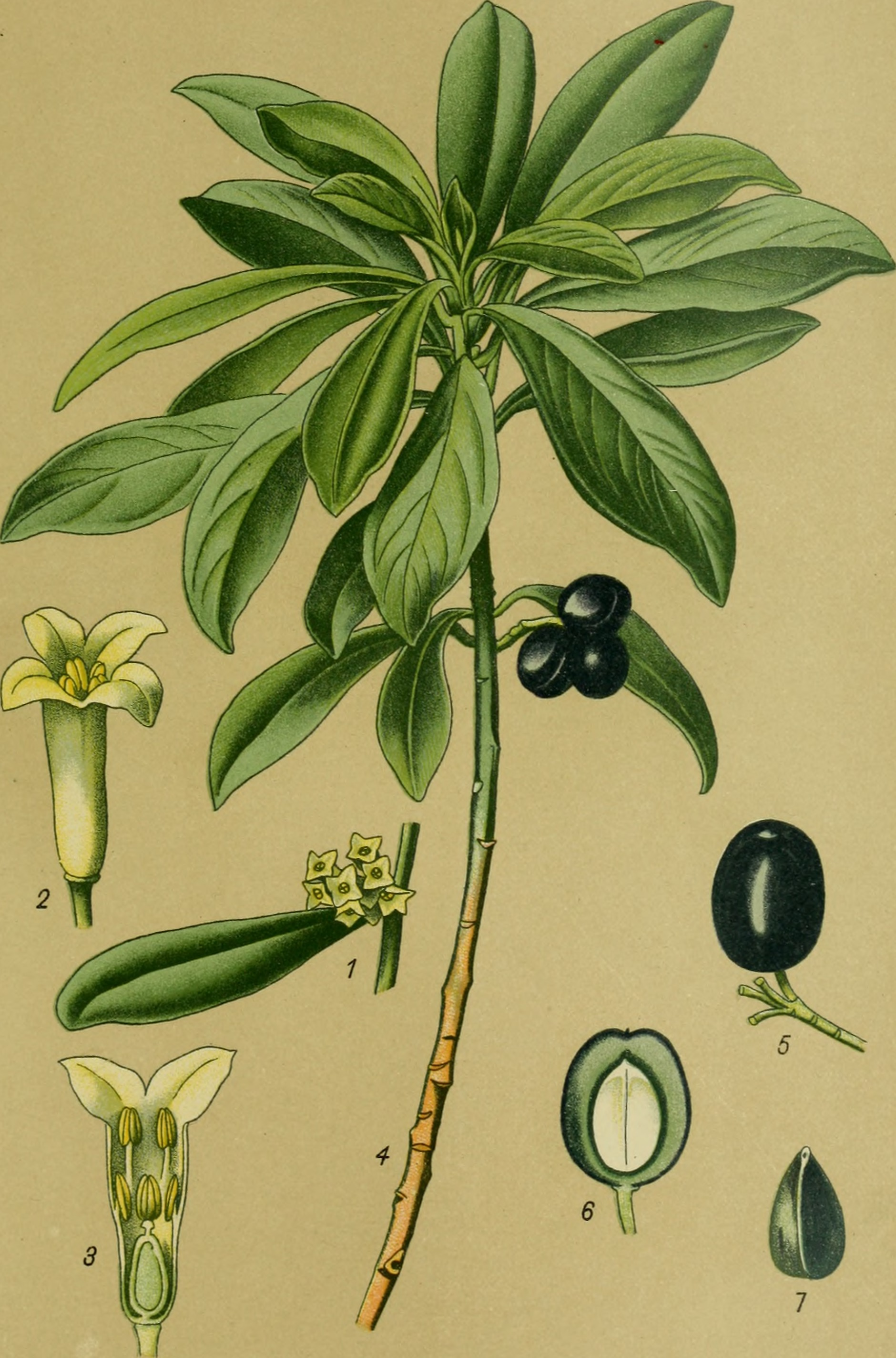
Illustration aus Die Giftpflanzen Deutschlands, 1910

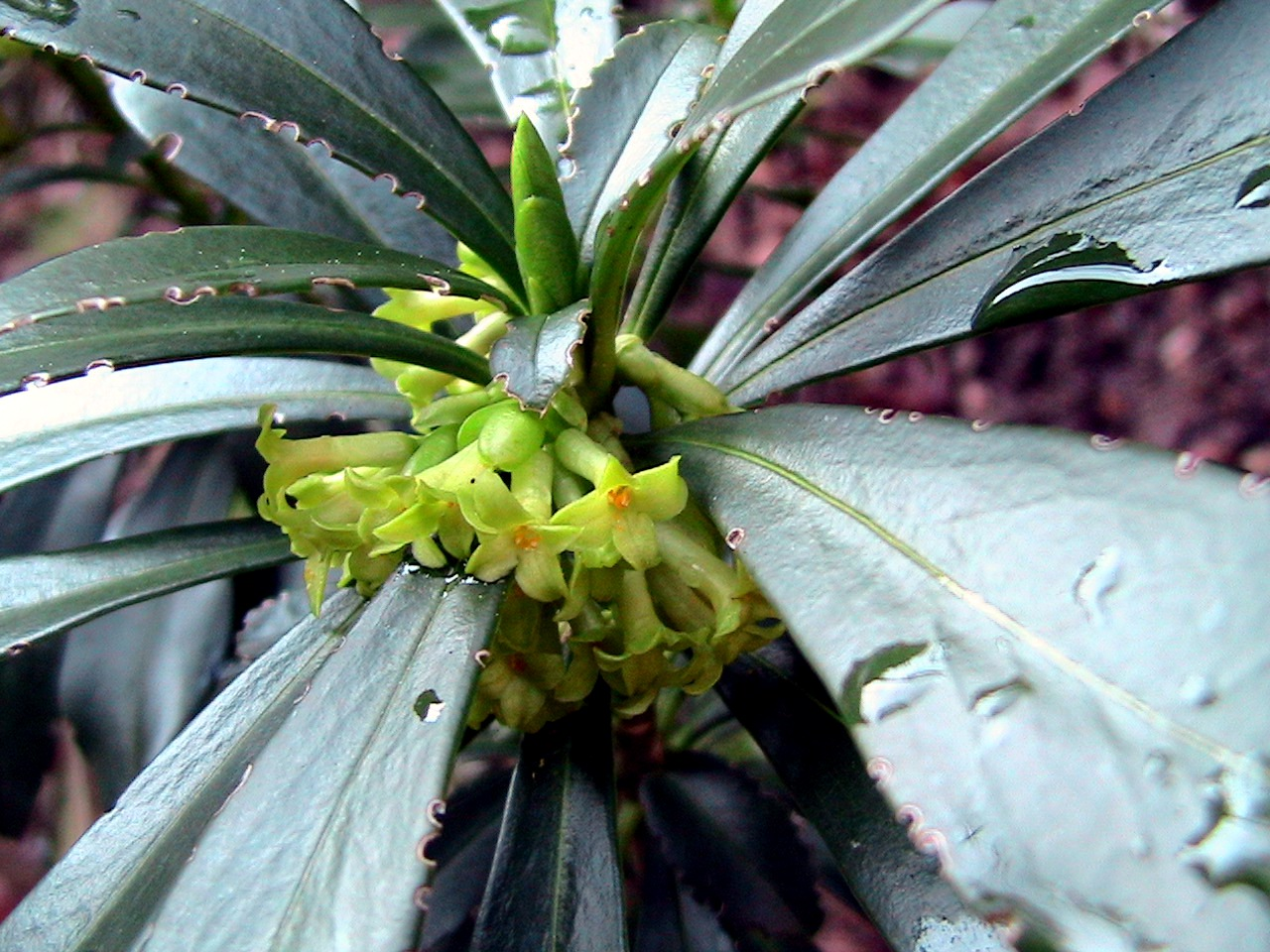
Blüten im Detail

### Vegetative Merkmale
Der Lorbeer-Seidelbast ist eine immergrüne, verholzende Pflanze, die als Kleinstrauch (Nanophanerophyt) wächst und Wuchshöhen von meist 50 bis 100 (40 bis 120) Zentimetern erreicht. Sie ist nur wenig verzweigt. Die Rinde ist anfangs gelbgrün und später hellgrau.
Die wechselständig, gehäuft an den Zweigenden angeordneten Laubblätter sind in einen kurzen Blattstiel und eine -spreite gegliedert. Die kahle, dickledrige Blattspreite ist bei einer Länge von 3 bis 10 Zentimetern lanzettlich bis verkehrt-eiförmig und ganzrandig. Die Blattoberseite ist matt dunkelgrün und die -unterseite ist heller, gelblich mit einem kräftigen Mittelnerv.

### Generative Merkmale
Die Blütezeit reicht von Februar bis Mai. Drei bis acht Blüten stehen in einem kurz gestielten, traubigen Blütenstand in den Blattachseln nahe der Zweigspitze zusammen. Die kleinen, schwach duftenden, zwittrigen Blüten sind vierzählig und kurz gestielt mit einfacher Blütenhülle. Die vier gelblich-grünen, kronblattartigen Kelchblätter sind zu einer kahlen Röhre mit kürzeren, ausladenden Zipfeln verwachsen. Kronblätter sind keine zu erkennen. Es sind am Schlund 8 Staubblätter in zwei Kreisen vorhanden. Der Fruchtknoten ist oberständig mit sehr kurzem Griffel und breiter, kopfiger Narbe.
Die 5 bis 10 Millimeter langen, eiförmigen Steinfrüchte beginnen ab Juli zu reifen und sind bei Reife blauschwarz.

### Chromosomenzahl
Die Chromosomenzahl beträgt 2n = 18.

## Vorkommen und Gefährdung
Das Verbreitungsgebiet umfasst den Mittelmeerraum, West- und Südeuropa sowie Nordafrika.
Der Lorbeer-Seidelbast ist in Österreich selten bis häufig in den Bundesländern Wien, Niederösterreich, Oberösterreich, Steiermark und Kärnten verbreitet. In der Schweiz wächst der Lorbeer-Seidelbast im Jura, im westlichen Mittelland, im südlichen Tessin, im Wallis im unteren Rhonetal und in den zentralen Nordalpen.
Die ökologischen Zeigerwerte nach Landolt & al. 2010 sind in der Schweiz: Feuchtezahl F = 2+ (frisch), Lichtzahl L = 2 (schattig), Reaktionszahl R = 4 (neutral bis basisch), Temperaturzahl T = 3+ (unter-montan und ober-kollin), Nährstoffzahl N = 2 (nährstoffarm), Kontinentalitätszahl K = 2 (subozeanisch).
In Deutschland kommt der Lorbeer-Seidelbast lediglich im südlichen Schwarzwald und am Mittelrhein, sowie im Brohltal natürlich vor und wurde 1996 in der Roten Liste gefährdeter Pflanzenarten als Kategorie 3 = gefährdet bewertet.
Diese kalkliebende Pflanze bevorzugt als Standort sommerwarme, wintermilde Edellaubwälder (besonders Buchenwälder) und Gebüsche mit mäßig trockenen Lockerböden. Im Bergland dringt der Lorbeer-Seidelbast bis in Höhenlagen von 1000 Metern vor. Er wächst in kollinen bis montanen Höhenstufen. Er ist in Mitteleuropa eine Charakterart der Klasse Querco-Fagetea, kommt besonders in Pflanzengesellschaften des Verbands Quercion pubescenti-petraeae, aber auch in Gesellschaften der Verbände Fagion, Tilio-Acerion oder Carpinion vor.
Der Lorbeer-Seidelbast verwildert selten.

## Giftigkeit
Der Lorbeer-Seidelbast ist durch Daphnetoxin stark giftig.

## Systematik
Die Erstveröffentlichung von Daphne laureola erfolgte 1753 durch Carl von Linné in Species Plantarum, 1; S. 357.
Von Daphne laureola wurden zwei Unterarten beschrieben:
- Daphne laureola L. subsp. laureola: Sie erreicht Wuchshöhen von 40 bis 120 Zentimeter. Die Blütenröhre ist 5 bis 9 Millimeter lang.
- Daphne laureola subsp. philippii (Gren.) Rouy: Sie erreicht Wuchshöhen von 20 bis 40 Zentimeter. Die Äste sind mehr oder weniger niederliegend. Die Blütenröhre ist 3 bis 5 Millimeter lang. Diese Unterart kommt in den Pyrenäen vor.[4]

Mit dem Echten Seidelbast (Daphne mezereum) bildet Daphne laureola die Hybride Daphne × houtteana Lindl. ex Paxton. Dessen Blätter sind halbimmergrün, ledrig und schwärzlich rot.
Im Mittelalter galt der Lorbeer-Seidelbast (lateinisch Laureola, auch griechisch Coconidion), im Gegensatz zum Echten Seidelbast, als männlich.

## Nutzung
Der Lorbeer-Seidelbast wird zerstreut als Zierpflanze für Gehölzgruppen und in Steingärten genutzt. Er ist seit spätestens 1561 in Kultur.